# 오장록
오장록은 항일 독립운동가이며, 본관은 동복(同福)이다. 참고로, 같이 친일파 척결과 미군정에 반발해 일어난 추수봉기를 하였던 오임탁은 일제시대 항일 운동의 공로를 인정받아 2009년 정부에서 건국포장 서훈을 받았으나, 오장록은 그 인정여부가 불분명하다.

## 생애
오장록은 일제시대 때 해남에서 면사무소 서기로 근무하면서 비밀리에 독립운동을 펼치다가, 일본(日本)에서 옥고를 치렀다. 그후 집행유예 기간 3년간 집에서도 밖에서도 철저히 벙어리 행세를 하며 지낸 바, 해방이 되자 인민위원회 농민위원장이 되어 화려하게 나타났다. 해방 후 1946년 친일파 척결과 미군정에 반발해 일어난 추수봉기때는 민선 군수였던 계곡 방춘출신 김정수와 봉기를 사실상 이끌었다. 봉기 이후 해남 황산면 부곡리에서 체포된 그는 장흥교도소 수감 중 탈옥을 하지만 다시 잡혀 사형을 당했다. 11월 추수봉기는 해남 화원면을 제외한 13개 읍면에서 동시로 일어난 농민봉기였다.